# Frontière entre la Colombie et le Nicaragua
La frontière entre la Colombie et le Nicaragua est définie par le traité Esguerra-Bárcenas (d'après les noms des deux négociateurs, Manuel Esguerra pour la Colombie et José Bárcenas Meneses pour le Nicaragua), signé à Managua le 24 mars 1928, approuvé par le Congrès de la République de Colombie via la loi N°93 en 1928 et par le Nicaragua via la loi du 6 mars 1930,.
La frontière ainsi définie relie les points 14° 59′ 08″ N, 82° 00′ 00″ O et 10° 49′ 00″ N, 82° 00′ 00″ O. 
Par le biais de ce traité, la Colombie reconnaît la souveraineté du Nicaragua sur la côte des Mosquitos tandis que le Nicaragua reconnaît la souveraineté de la Colombie sur l'archipel de San Andrés y Providencia.
Le 28 novembre 2012, la Cour internationale de justice de La Haye confirme la souveraineté de la Colombie sur toutes les îles de San Andrés ainsi que sur 60 % des eaux territoriales et concède 40 % des eaux au Nicaragua (70 000 km2). Cette annonce a surpris les Colombiens et le président Juan Manuel Santos réfute d'ores et déjà ce nouveau découpage qui isole une partie de ses îles. La Colombie se retire du pacte de Bogotá de 1948 et fait appel de la décision de la CIJ.
Dans son arrêt du 13 juillet 2023, la Cour internationale de justice rejette la demande du  Nicaragua visant à étendre ses frontières maritimes au-delà de la limite des 200 milles marins,.